# Solecurtus cumingianus
Solecurtus cumingianus är en musselart som beskrevs av Dunker 1861. Solecurtus cumingianus ingår i släktet Solecurtus och familjen Solecurtidae. Inga underarter finns listade i Catalogue of Life.